# 瀧川幸樹
瀧川 幸樹（たきがわ こうき、2001年5月18日 - ）は、CBCテレビのアナウンサー。

## 来歴
神奈川県鎌倉市出身。父親の仕事（三菱UFJ銀行海外赴任）の関係でアメリカで生まれ、フランスで育つ。暁星高等学校を経て、上智大学経済学部卒業。大学時代はテレビ朝日アスクに通った。フジテレビアナトレ出身でもある。
2024年4月、CBCテレビにアナウンサーとして入社（同期は小川実桜、友廣南実、中村彩賀）。初鳴きは同年8月5日放送のラジオ番組「つボイノリオの聞けば聞くほど」、及び同日放送のテレビ番組「チャント!」。
2025年現在、スポーツアナウンサーとなるための一環としてドラ魂キング内で取材、レポーターを行っている。

## 人物
- 趣味は多彩であり、読書（本・漫画）、歌唱、アニメ鑑賞、ゲーム、料理、ポケモンカードなど[1]。特にポケモンカードは休日に大須へ出かけ、カードの鑑賞やバトルを行っている程である[1]。
- ストレス解消法の一つとして滝行を挙げている[1]。
- 小学校から大学までの12年間テニスをしていた。補欠が多かったが、声が大きく応援がいいことから大学時代には副主将を務めていた[6]。
- アメリカロサンゼルスで誕生。3歳までロサンゼルスに住み日本に帰国。8歳で再びアメリカに渡り、アメリカサンフランシスコに住んだ後、10歳にフランスに渡りフランスパリで12歳まで住んだ後帰国[7][8]。
- 出生名は瀧川・クリストファー・幸樹。これはアメリカで生まれた際、父親がミドル・ネームをつけて届けたからである[7]。2024年現在、瀧川は日本国籍であり、本名は瀧川 幸樹である[8]。

### エピソード
- メ～テレの大財英寿アナとは学生時代からの知り合いで、アナウンススクールや入社試験は全部一緒だった[9][10]。サウナやカラオケも一緒に行く[11]。
- 父親は三菱UFJ銀行銀行員で長く海外赴任をしている。2020年3月のぴったんこカンカンのフランスロケの際、当時フランスに赴任（三菱UFJ銀行パリ支店支店長）していた父親の元にいた瀧川は安住紳一郎に会っている[12]。2025年1月26日放送の週刊さんまとマツコでは、前述のパリ以来の再会であった。
- 母親は小高直子アナウンサーと同級生であり、大学も同じである[13]。

## 現在の担当番組

### テレビ
- CBCニュース（不定期）
- チャント!（隔週水曜サブキャスター、2024年10月9日‐）

### ラジオ
- CBCニュース（不定期）
- アナののびしろ
- カトリーナの全部全力!

コーナーの「瀧クリの僕の一週間」担当
- ドラ魂キング

取材、レポーターを担当

### 系列局での出演
- 週刊さんまとマツコ（TBSテレビ）（2025年1月23日SP、1月26日#163）

## 過去の担当番組

### テレビ
- AIが描いてみた バーンセン美術館（2024年10月‐2025年3月、小川実桜、友廣南実、中村彩賀と不定期担当）